# Słup (skałka)
Słup (niem. Häuselstein)  – skałka położona w Sudetach Zachodnich, w paśmie Karkonoszy, w górnej części doliny Myi, trochę powyżej Szwedzkich Skał. Ma postać prostej, kanciastej kolumny o wysokości 7 m, wznoszącej się ze skalnego cokołu. 